# Melanie Kinnaman
Melanie Kinnaman (18 de diciembre de 1953) es una actriz de teatro, cine y televisión estadounidense, reconocida por interpretar el papel de Pam en la película de terror de 1985 Friday the 13th Part V: A New Beginning. Más tarde apareció junto a Eric Roberts en la cinta de acción Best of the Best.
Kinnaman ha realizado apariciones en series de televisión como Hill Street Blues, The People Next Door y Cheers. En la actualidad se desempeña principalmente en el teatro.

## Filmografía

### Cine
| Año  | Título                                  | Rol         | Notas |
| ---- | --------------------------------------- | ----------- | ----- |
| 1985 | Friday the 13th Part V: A New Beginning | Pam Roberts |       |
| 1985 | Thunder Alley                           | Star        |       |
| 1989 | Best of the Best                        | Mujer       |       |
| 2014 | Slasher Fest '85                        | Jamie Saxon | Corto |

### Televisión
| Año  | Título               | Rol         | Notas                         |
| ---- | -------------------- | ----------- | ----------------------------- |
| 1978 | Saturday Night Live  | Cheryl Ladd | 1 episodio                    |
| 1982 | General Hospital     | Maria       |                               |
| 1982 | Hill Street Blues    | Tanya       | Episodio: "Stan the Man"      |
| 1989 | The People Next Door | Bridesmaid  | Episodio: "I Do, I Do"        |
| 1989 | Cheers               | Tanya       | Episodio: "For Real Men Only" |
| 1990 | Cop Rock             |             | 1 episodio                    |